# Roman de Fauvel

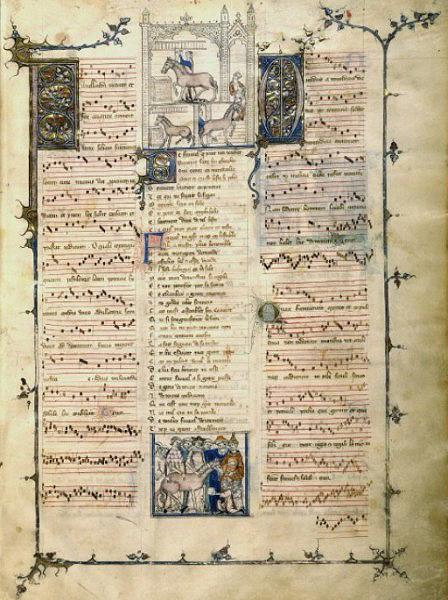
Fragment

De Roman de Fauvel is een Frans berijmd verhaal uit het begin van de 14de eeuw (ontstaan tussen 1310 en 1314), geschreven door Gervais du Bus. Het handelt over Fauvel, een paard dat koning was geworden. Het verhaal is een regelrecht pamflet tegen de gevestigde orde en tegen Filips De Schone. Het verhaal beschrijft een wereld van mensen die zich gedragen als beesten.
"Fauvel" is een acroniem voor zes ondeugden, nl. 
flatterie, avarice, vilenie, variété (inconstance), envie en lâcheté. 
De Roman de Fauvel is vooral gekend door de versie die vrij kort daarop, rond 1316-1320, ontstaan is en die bestaat uit bijna drieduizend verzen en 150 lyrische tussenteksten. Het verhaal scheen een vrij groot succes te hebben, want er bestaan twaalf handschriften (versies) van. Ook zijn een aantal andere verhalen gebaseerd op dit gedicht van Gervais du Bus.